# Club Méditerranée (Cap de Creus)
El Club Méditerranée (Club Med) del cap de Creus fou una ciutat de vacances inaugurada el 1962 al paratge de Tudela, en un entorn de gran riquesa natural i paisatgística, al nord del terme municipal de Cadaqués, dins el Parc Natural de Cap de Creus (des de l'any 1998).

## Descripció
Va ser dissenyat el 1960 per l'arquitecte figuerenc Pelai Martínez, ajudat per Jean Weiler, arquitecte del Club Med, i va comptar amb aportacions d'intel·lectuals de l'època com Josep Pla o Salvador Dalí. La construcció es va realitzar de manera respectuosa i acurada amb el paisatge i l'entorn, poc visible des del mar i integrada en el paisatge dominat per les dues grans roques, anomenades Camell i l'Àguila.
Va ser construït amb pedra de Cadaqués en bona part de les instal·lacions, per fer-les passar més desapercebudes. El nucli habitable es va formar a partir de la agrupació de petites unitats, de la mida de les barraques de pescadors, amb murs de càrrega encalcinats blancs, amb cobertes de teula inclinades a una aigua i de baixa altura de tal forma que vistes des del mar tinguessin l'aspecte d'una «volada de gavians», segons afirmava Pelai Martínez.
Ocupava 4,5 hectàrees i tenia capacitat per a 1.200 turistes, sent autosuficient en l'abastiment d'aigua i disposant de xarxes d'aigües residuals i d'electricitat. A cada bungalou hi cabien dues persones en un espai de 10,8 m². L'amoblament era senzill, cada unitat tenia un bon aïllament climàtic i una bona orientació, semblant a una tenda d'acampada i sense cap tipus d'instal·lació d'aigua i llum.
El Club Med va tancar les portes com a ciutat de vacances el juny de l'any 2004 amb 440 edificacions, de les quals 370 eren bungalous.

## Deconstrucció
L'any 2005, el Ministeri de Medi Ambient de l'Estat espanyol va comprar els terrenys urbanitzats per 4,4 milions d'euros i els va incorporar al domini públic maritimoterrestre per afegir-los, un cop desconstruïdes les edificacions, a una reserva natural integral adjacent.
L'any 2006, es va redactar un projecte de desconstrucció i restauració ambiental de la zona (4,5 ha), a executar entre l'Administració de l'Estat i la Generalitat de Catalunya, per part del paisatgista Martí Franch i l'aparellador Ton Ardèvol que van guanyar el premi de l'Associació Americana d'Arquitectes del Paisatge pel projecte de restauració.
Entre 2007 i 2009 es van desconstruir les estructures de formigó d'accés a les cales i platges, i totes les edificacions annexes. També es va eliminar la vegetació exòtica invasora, es van restaurar els hàbitats i es va reordenar l'accés i l'ús públic a l'espai. El cost total del projecte va ser de 7 milions d'euros. El 2010 es va obrir l'accés a el públic quedant restituït tot el paratge.